# .as
.as е домейнът от първо ниво, предназначен за Американска Самоа. Администрира се от AS Domain Registry.
Домейнът е активен от 1997 г. Няма ограничения за националността на регистриращия този вид домейн, освен че не може да бъде използван за порнографско или расистко съдържание. Асоциацията AS Domain Registry има право да откаже всяка съмнителна заявка за регистрация.